# Islote de Sal Rei
Islote de Sal Rei (en portugués: Ilhéu de Sal Rei; literalmente en español: Islote de Sal Rey) es un islote situado a 1 km al oeste de la localidad de Sal Rei y a 640 m al suroeste del punto más cercano a la isla de Boa Vista en el país africano de Cabo Verde. Es administrativamente una parte del municipio de Boa Vista. El islote es de origen volcánico.
Contiene pastizales secos y matorrales, la mayor parte de la isla está compuesta por arena de playa, así como por suelos rocosos. Su longitud es de casi 1.880 metros de noroeste a sureste y tiene 765 metros de suroeste a noreste. La isla también cuenta con un faro colocado junto a la costa rocosa, en un punto noroccidental de la isla. La altura máxima de la isla es de 24 metros.